# General Idi Amin Dada (película de 1974)
General Idi Amin Dada (en francés: Général Idi Amin Dada: Autoportrait) es una película documental de 1974 del director francés Barbet Schroeder. Fue realizada con el apoyo y la participación del dictador ugandés Idi Amin. La película muestra a Amin en el apogeo de su poder como gobernante de Uganda.

## Sinopsis
La película es un estudio extenso del personaje. Sigue de cerca a Idi Amin en una serie de entornos formales e informales, aderezados con varias entrevistas breves en las que Amin expone unas teorías poco convencionales sobre política, economía y relaciones internacionales. Se ve a Amin supervisando la escuela de paracaidistas de Uganda, paseando en bote por un parque de vida silvestre, tocando el acordeón en una banda de jazz en una cena formal y organizando un asalto simulado en una pequeña colina que representa los Altos del Golán . Habla de sus planes para un ataque a Israel y se menciona su carta a Kurt Waldheim, entonces secretario general de las Naciones Unidas, enviada en respuesta a la masacre de Múnich de 1972, en la que elogiaba a Adolf Hitler . En la televisión, se anuncia que Amin está en posesión de un "manual" que detalla los planes de Israel: Los Protocolos de los Sabios de Sión .
En la película se incluyen muchas escenas sinceras de Amin y su ejército en acción: los paracaidistas practican sus ejercicios en un tobogán similar a los que se encontrarían en un parque infantil; un comité de bienvenida de aldeanos se ve obligado a huir del polvo y la corriente de aire del helicóptero de Amin cuando aterriza; un miembro del gabinete se toca la nariz con la punta de un lápiz durante uno de los discursos de Amin en una reunión del gabinete. En una secuencia, Amin reprende a los ministros de su gabinete por no haber representado a Uganda "correctamente" ante el mundo. Incluso mientras protesta ante su Ministro de Asuntos Exteriores por sus fracasos en las relaciones públicas, se muestra jocoso y bromista como siempre — dos semanas después, señala el documental, el cuerpo del Ministro de Asuntos Exteriores Michael Ondoga fue encontrado flotando en el río Nilo .

## Participación de Idi Amin
Barbet Schroeder calificó la película como un " autorretrato " de Amin. Si bien Schroeder y el camarógrafo Nestor Almendros tuvieron un acceso sin precedentes a la vida diaria de Amin, el documental deja claro que muchos de los eventos fueron organizados para su beneficio. En varias secuencias, Amin dirige activamente al camarógrafo a puntos de interés particulares, y en un momento grita "¡filme ese helicóptero!".
Sin embargo, la influencia de Amin como "director" fue más allá del rodaje real de Idi Amin Dada . Según su acuerdo con Amin, Barbet Schroeder hizo dos versiones de su documental: la primera, un montaje de una hora de duración, se estrenó en Uganda y se entregó directamente a Amin, quien aparentemente quedó satisfecho con el resultado. La segunda versión se publicó sólo fuera de Uganda y contenía media hora adicional de metraje y narración .
Según Schroeder, Amin pidió al gobernante libio Muammar Gaddafi que enviara a sus agentes a Gran Bretaña para ver la película y escribir una transcripción completa de su contenido. Amin pronto envió una carta a Schroeder solicitando cortes adicionales para la película, pero Schroeder se negó. En respuesta, Amin reunió a casi 200 ciudadanos franceses que vivían en Uganda y los confinó en un hotel rodeado por el ejército ugandés, proporcionándoles el número de teléfono de la casa de Schroeder y explicándoles que su liberación estaba condicionada a la aquiescencia de Schroeder. Ante este dilema, Schroeder hizo los cortes solicitados, reemplazando los dos minutos y medio de metraje eliminado con tarjetas de título que acreditaban los espacios a Amin. Tras la caída del poder de Amin, Schroeder restauró el material faltante, y la mayoría de las versiones que se ven hoy contienen el metraje completo. 
John Simon calificó al general Idi Amin como un "documental espantosamente fascinante". 